# زنبورهای دریچه‌سازخور
زنبورهای دریچه‌سازخور (نام علمی: Ctenocerinae) نام یک زیرخانواده از تیره زنبور وحشی عنکبوتی است.
زنبورهای دریچه‌سازخور در خوردن عنکبوت‌های دریچه‌ساز تخصص دارند.